# Distretto di Mii
Il distretto di Mii (三井郡, Mii-gun?) è uno dei distretti della prefettura di Fukuoka, in Giappone.
Attualmente fa parte del distretto solo il comune di Tachiarai.